# Cyanoboletus pulverulentus
Bolet pulvérulent, Bolet saphir
Espèce
Statut de conservation UICN

 LC  : Préoccupation mineure
Cyanoboletus pulverulentus, le Bolet pulvérulent, auparavant Xerocomus pulverulentus ou encore Boletus pulverulentus, est une espèce de champignon (Fungi) basidiomycète du genre Cyanoboletus dans la famille des Boletaceae. Il est caractérisé par son bleuissement extrême à la coupe ou à la pression et sa stature xérocomoïde.

## Taxonomie
Le nom correct complet (avec auteur) de ce taxon est Cyanoboletus pulverulentus (Opat.) Gelardi, Vizzini & Simonini.
L'espèce a été initialement classée dans le genre Boletus sous le basionyme Boletus pulverulentus Opat..

### Synonymes
Cyanoboletus pulverulentus a pour synonymes :
- Boletus mougeotii (Quél.) Bigeard & Guillemin
- Boletus pulverulentus f. reticulatus Snell, E.A.Dick & Hesler, 1951
- Boletus pulverulentus var. sublateritius
- Boletus pulverulentus (Opat.) Gelardi, Vizzini & Simonini
- Boletus pulverulentus Opat.
- Boletus sistotrema var. mougeotii (Quél.) Bataille
- Tubiporus pulverulentus (Opat.) S.Imai
- Uloporus mougeotii Quél., 1886
- Uloporus sistotrema var. mougeotii (Quél.) Quél.
- Xerocomus pulverulentus (Opat.) E.-J.Gilbert

### Phylogénie

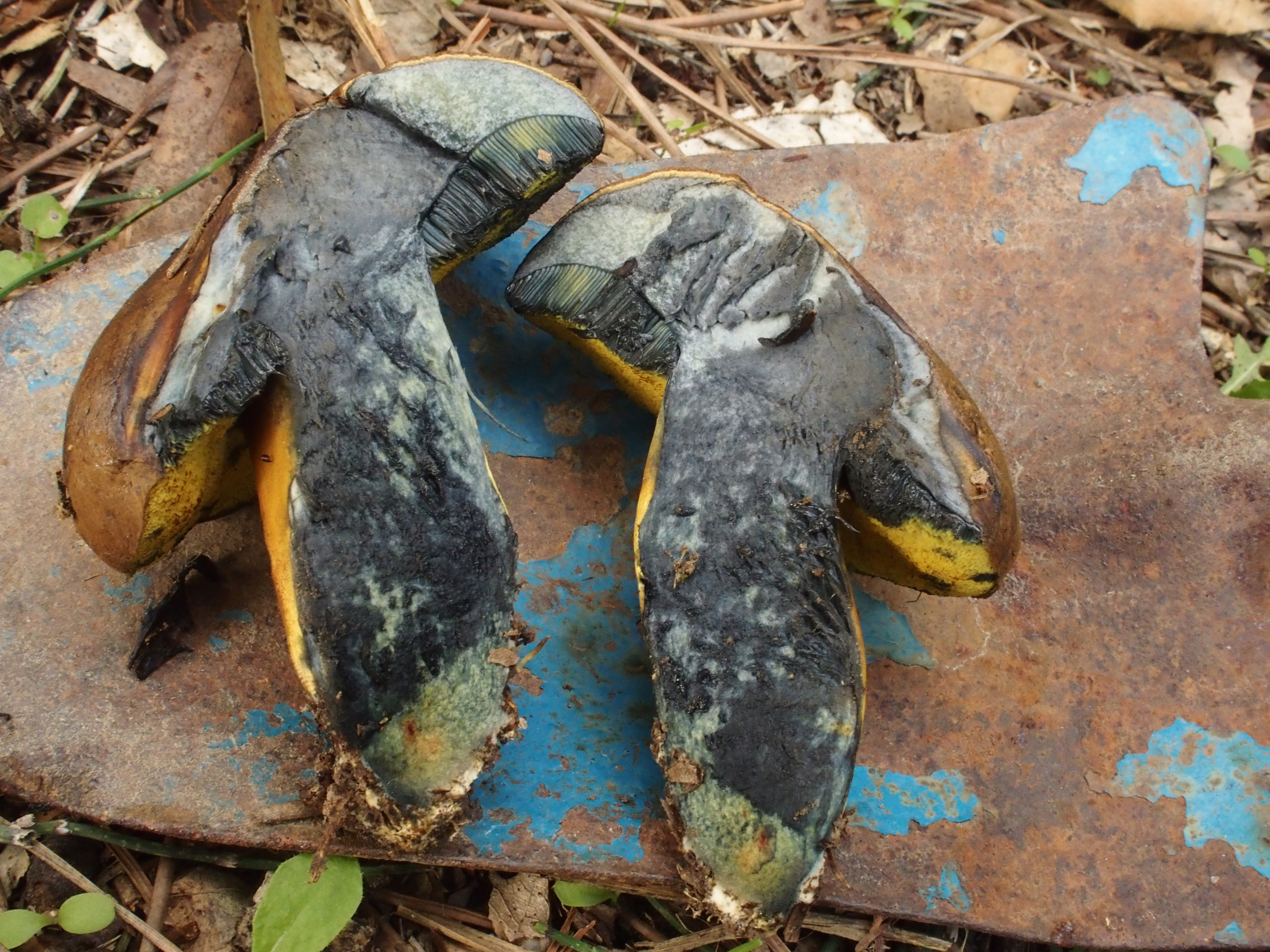
Record de vitesse d'oxydation au toucher, comme à la coupe, dans la série des bolets chez C. pulverulentus

Boletus pulverulentus a été décrit pour la première fois par le mycologue allemand Wilhelm Opatowski en 1836. Il a été transféré dans le genre Cyanoboletus nouvellement créé en 2014, dont il est l'espèce type.

### Étymologie
L'épithète spécifique pulverulentus signifie « couvert de poudre » et fait référence à la surface plus au moins poudreuse quelque peu sèche du chapeau et du stipe à l'état jeune.

### Noms vulgaires et vernaculaires
Ce taxon porte en français les noms vernaculaires ou normalisés suivant : Bolet pulvérulent, Bolet saphir,.

## Description du sporophore
Les bolets sont des champignons dont l’hyménophore, constitué de tubes et terminés par des pores, se sépare facilement de la chair du chapeau. Ce chapeau d'abord rond, recouvert d'une cuticule, devient convexe à mesure qu’il vieillit. Ils ont un pied (stipe) central assez épais et une chair compacte. Les caractéristiques morphologiques de C. pulverulentus sont les suivantes :
Son chapeau est de couleur brun ochracé, brun chocolat, parfois teinté d’olivâtre. Sa couleur contraste avec le jaune citron des pores. Si le vent sévit, la cuticule brille et se craquèle. Et les teintes se fanent.
L'hyménophore présente des pores jaunes puis jaune verdâtre, bleuissants.

Son stipe est de couleur jaune, brun rougeâtre à la base, généralement sans réseau.

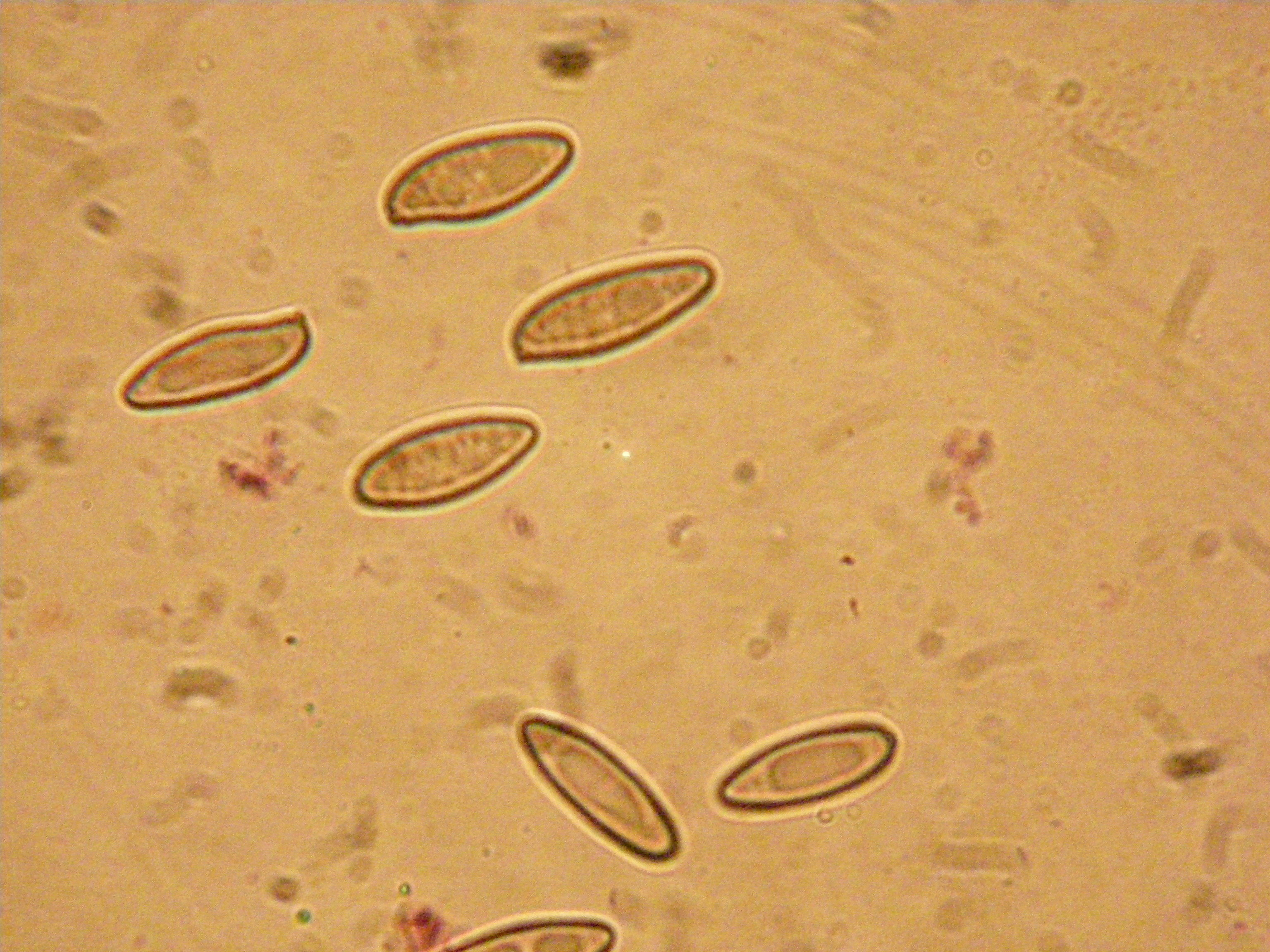
Spores de C. pulverulentus

La chair est jaune pâle très vivement bleuissante. Toutes les parties bleuissent instantanément au toucher  d'un bleu outre-mer, puis noircissent.
Cette espèce pousse soit en pieds isolés, soit en touffes (pieds fasciculés). Cette particularité est très rare chez les bolets.

### Caractéristiques microscopiques
Ses spores mesurent 12 à 14,5  µm x 4-5 à 5 µm.

## Galerie

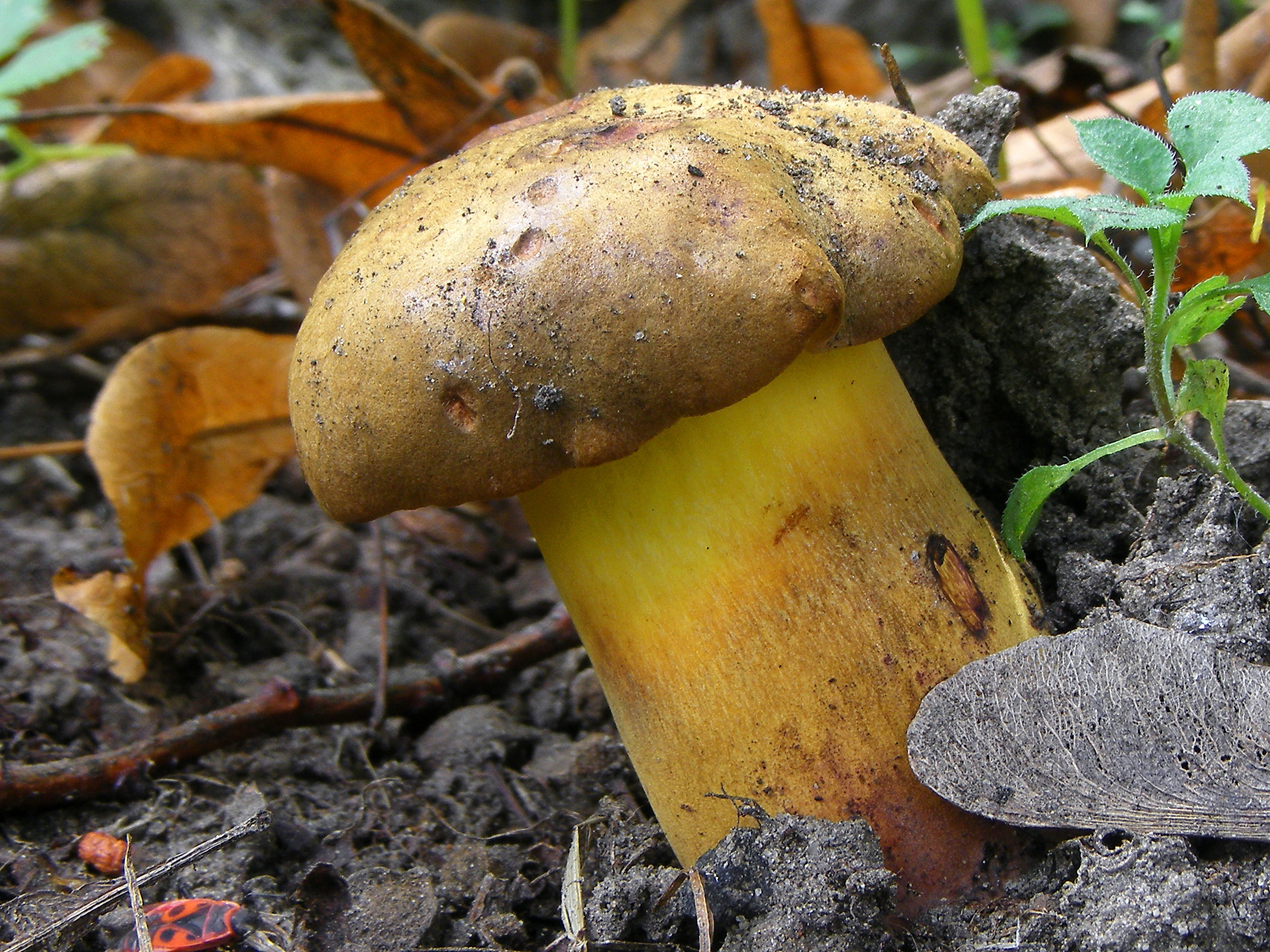
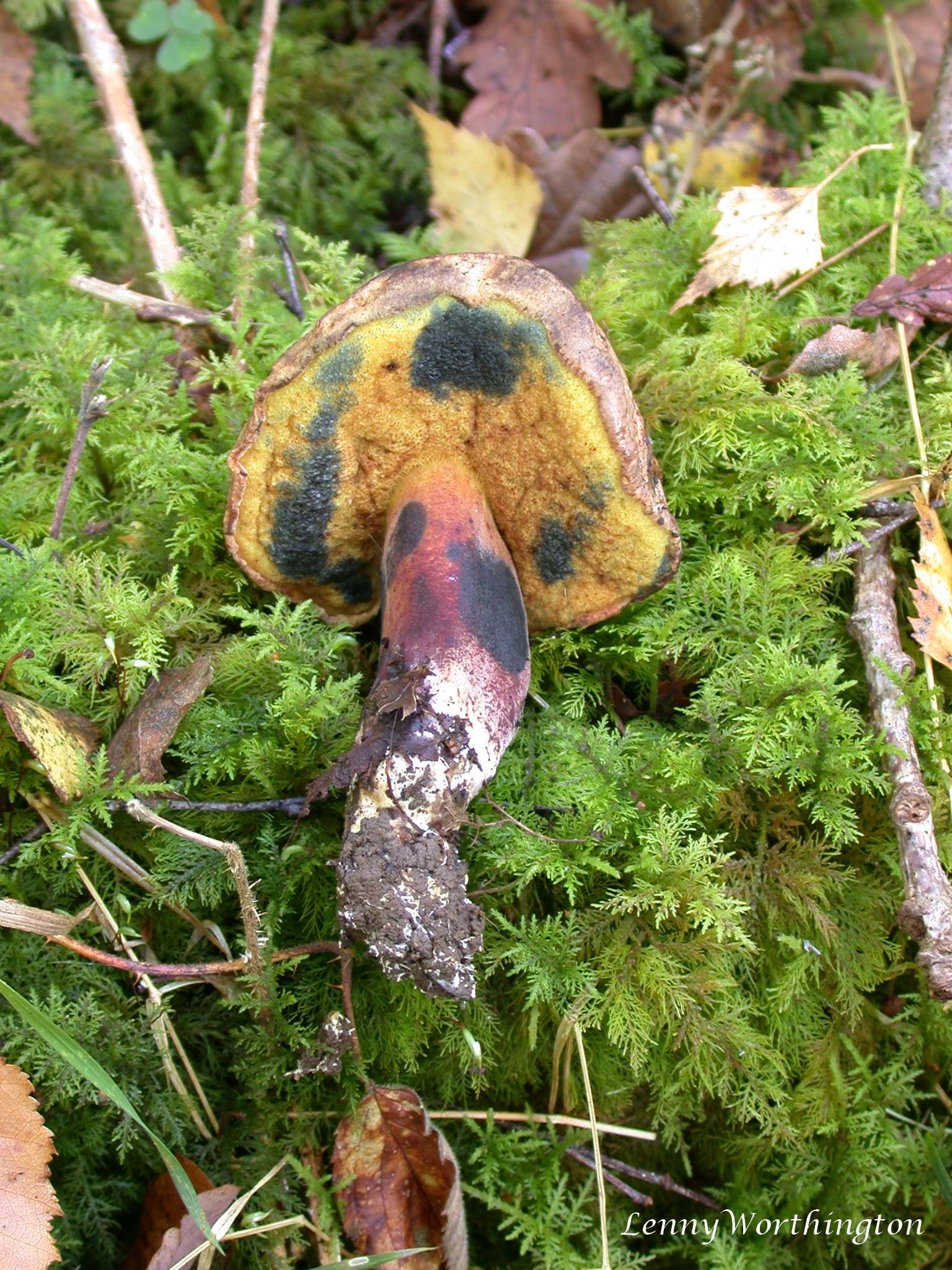
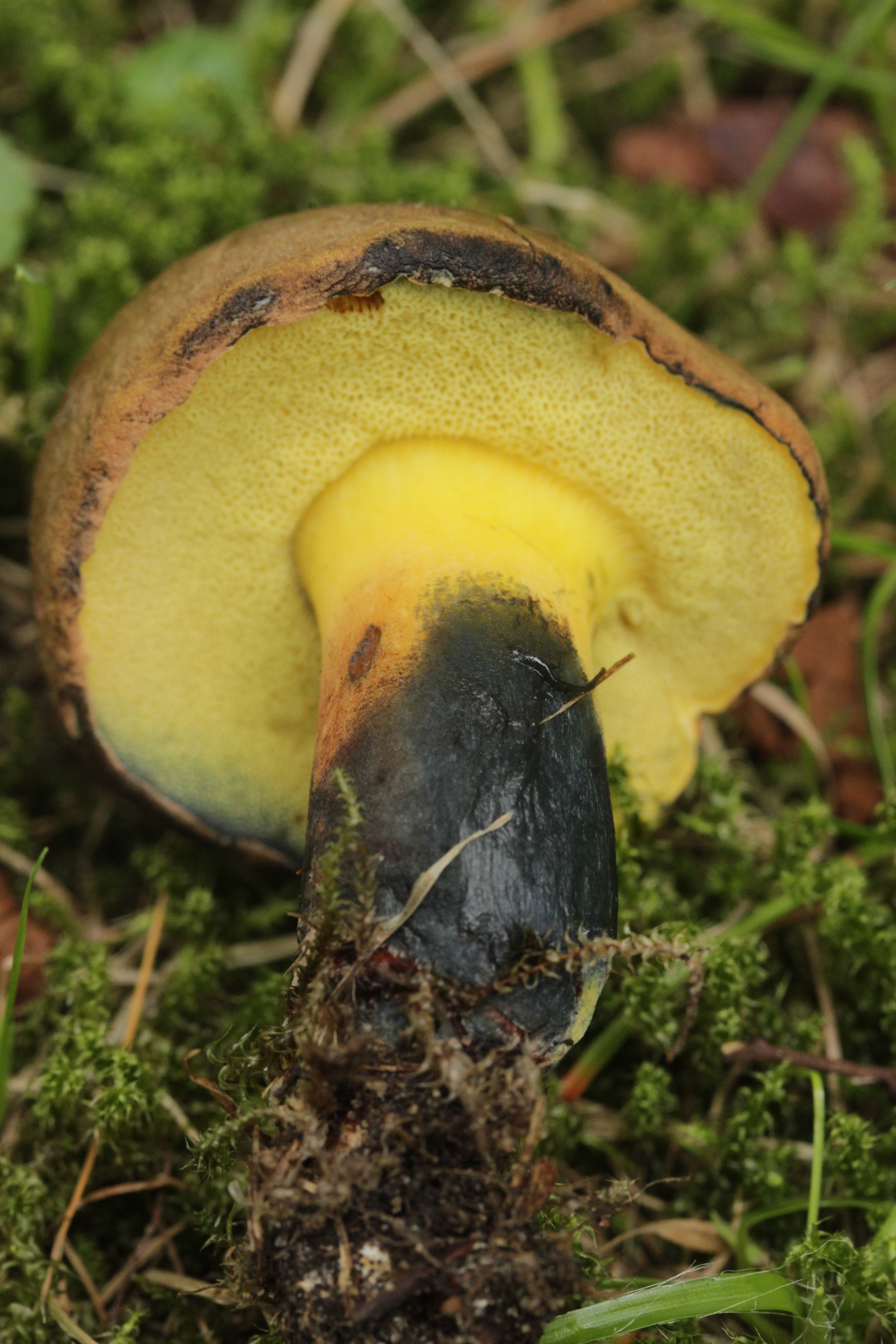
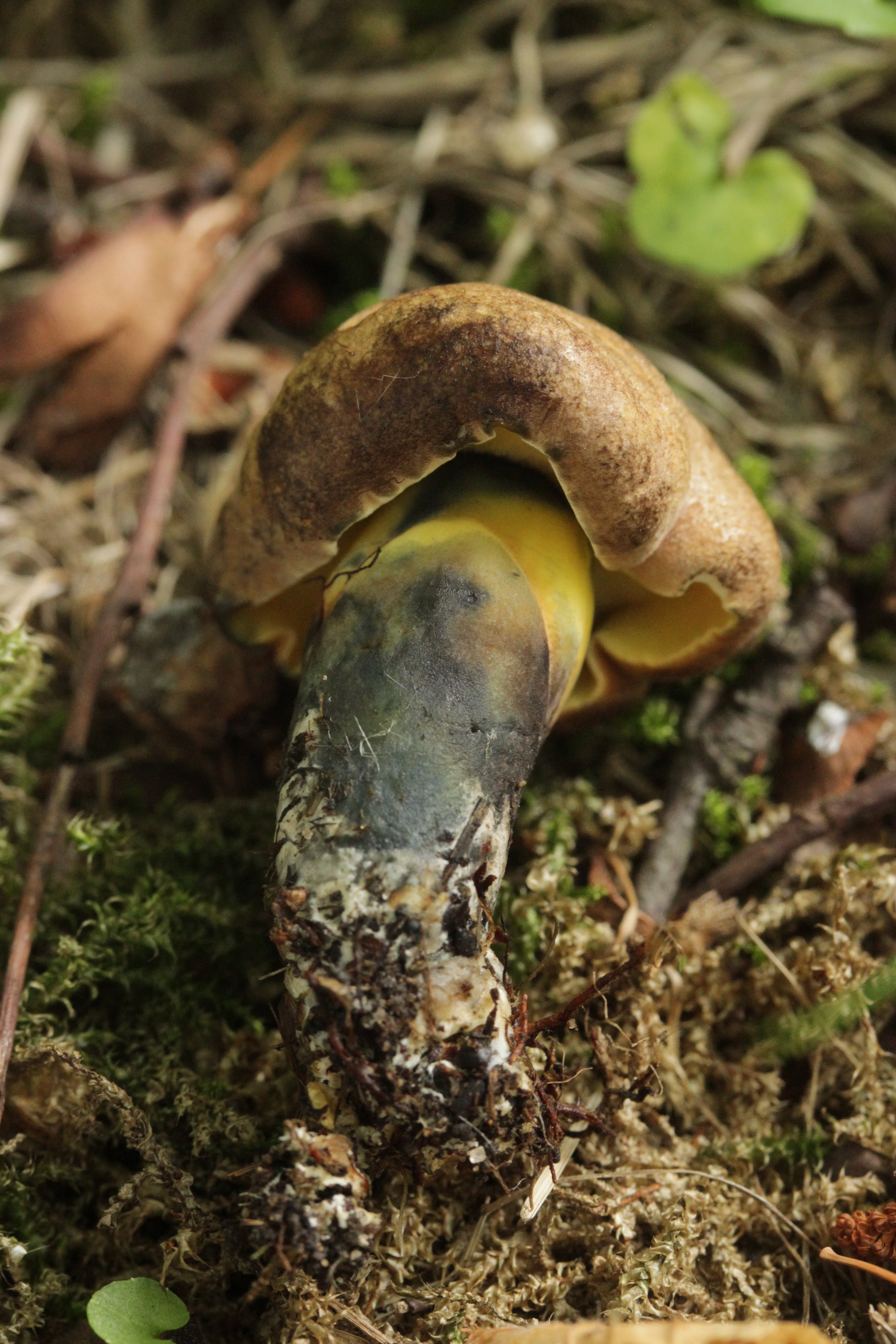
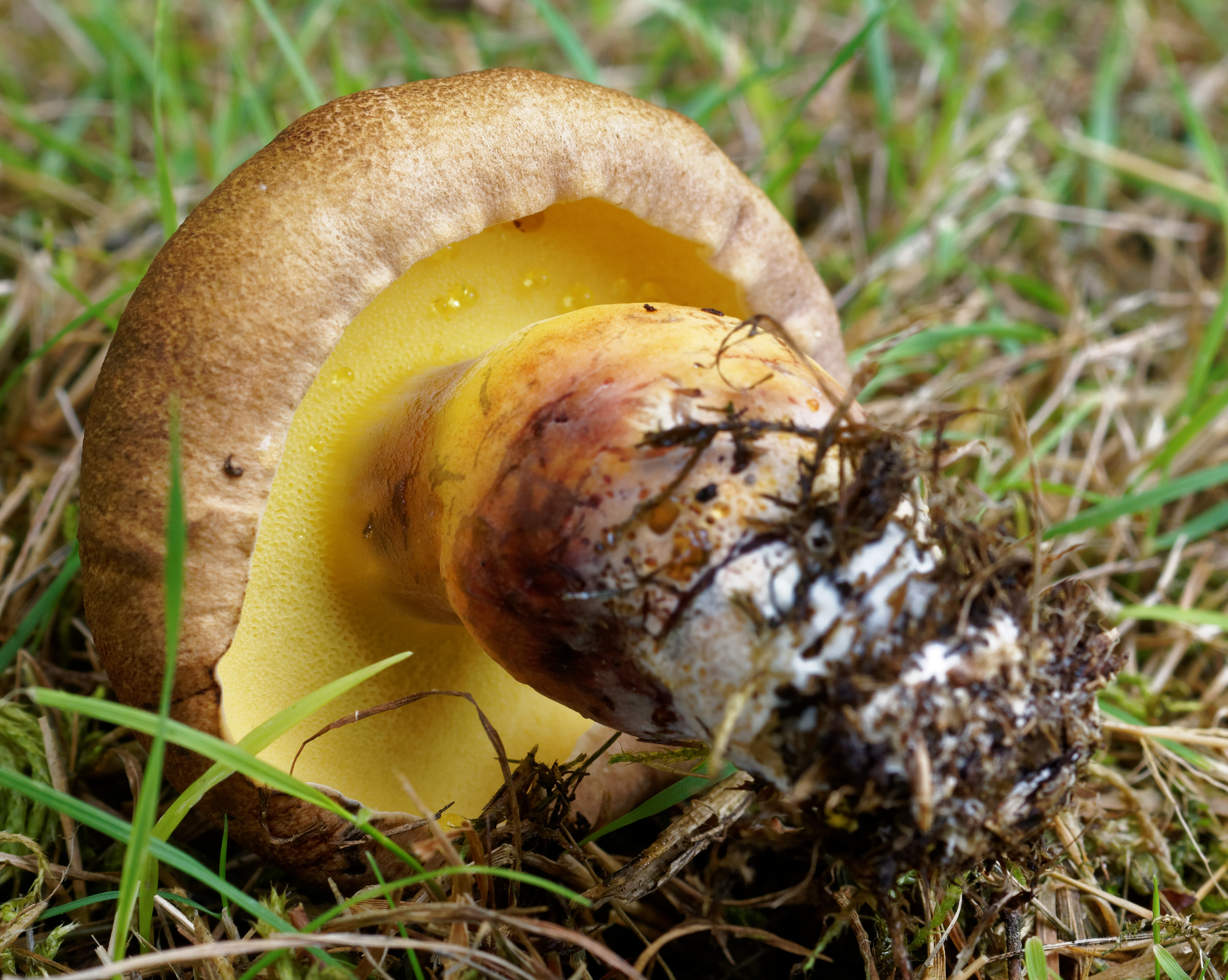
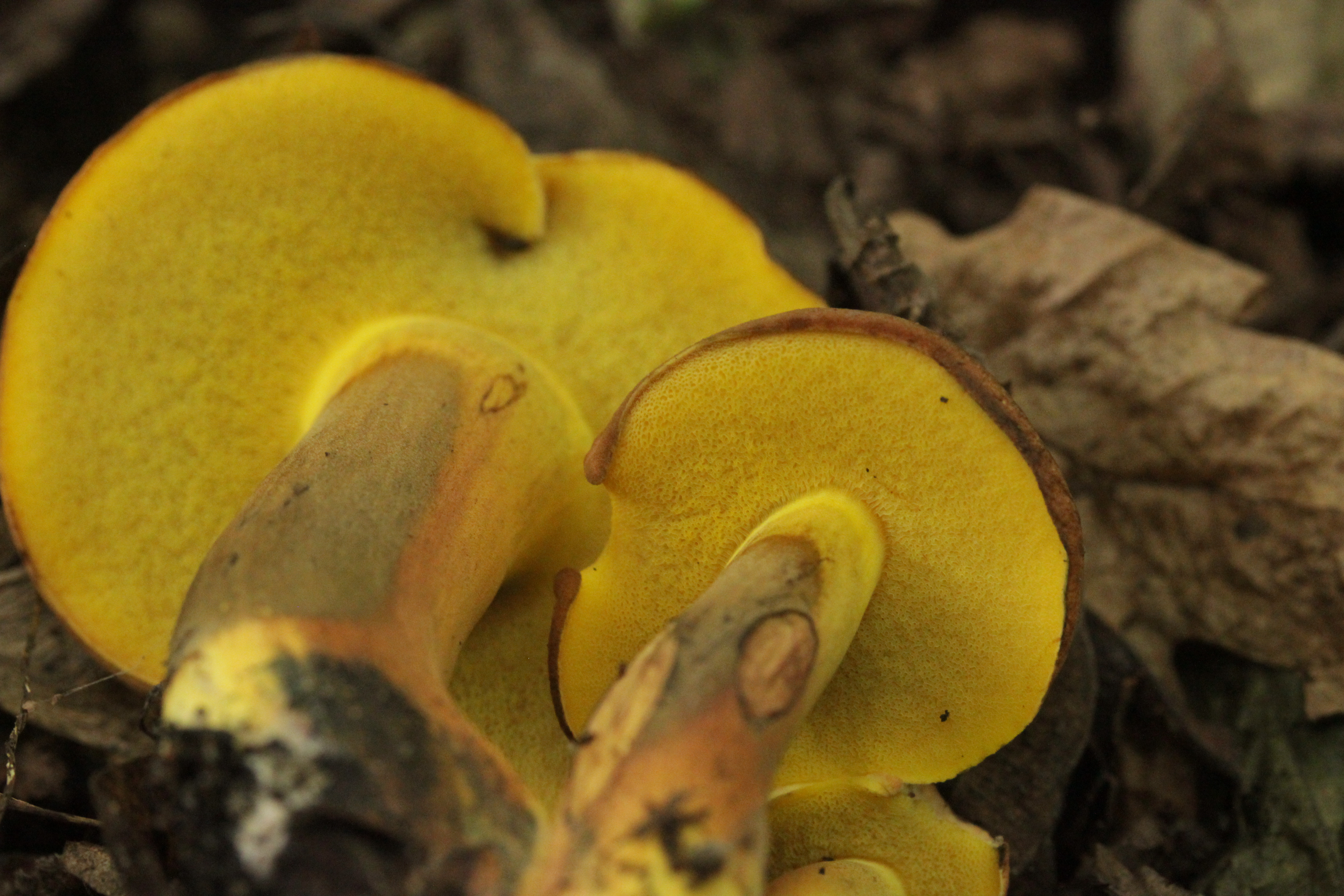
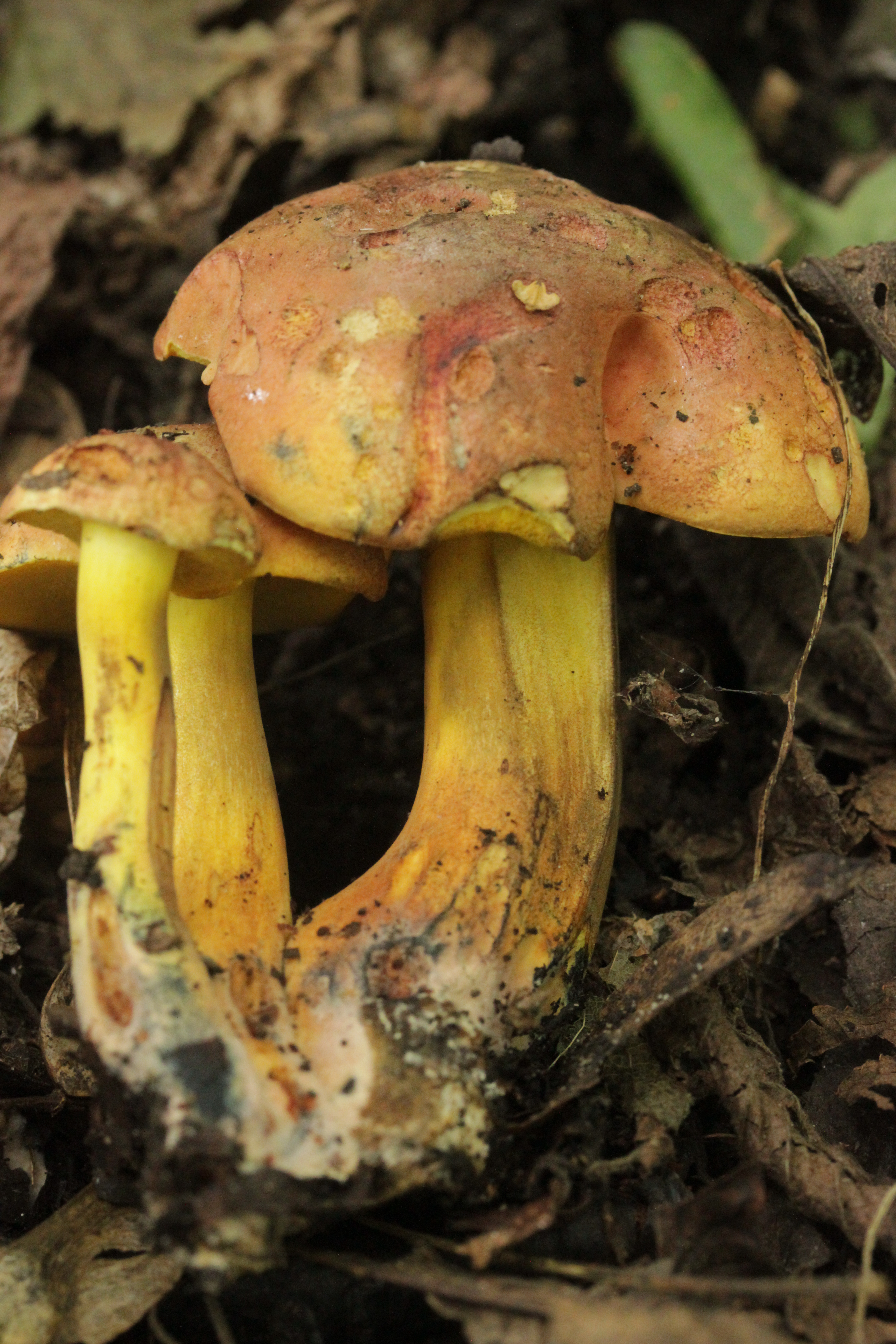
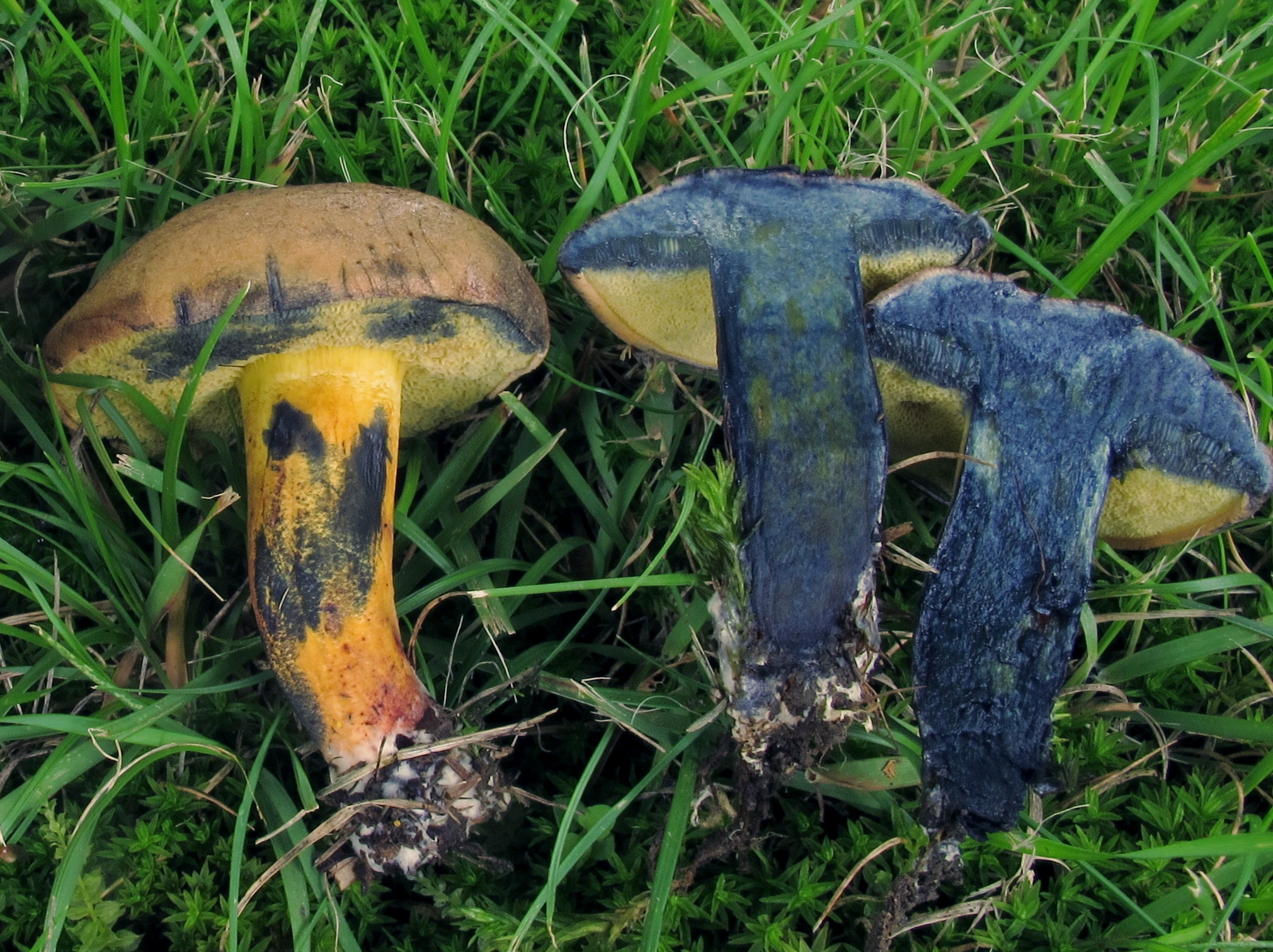
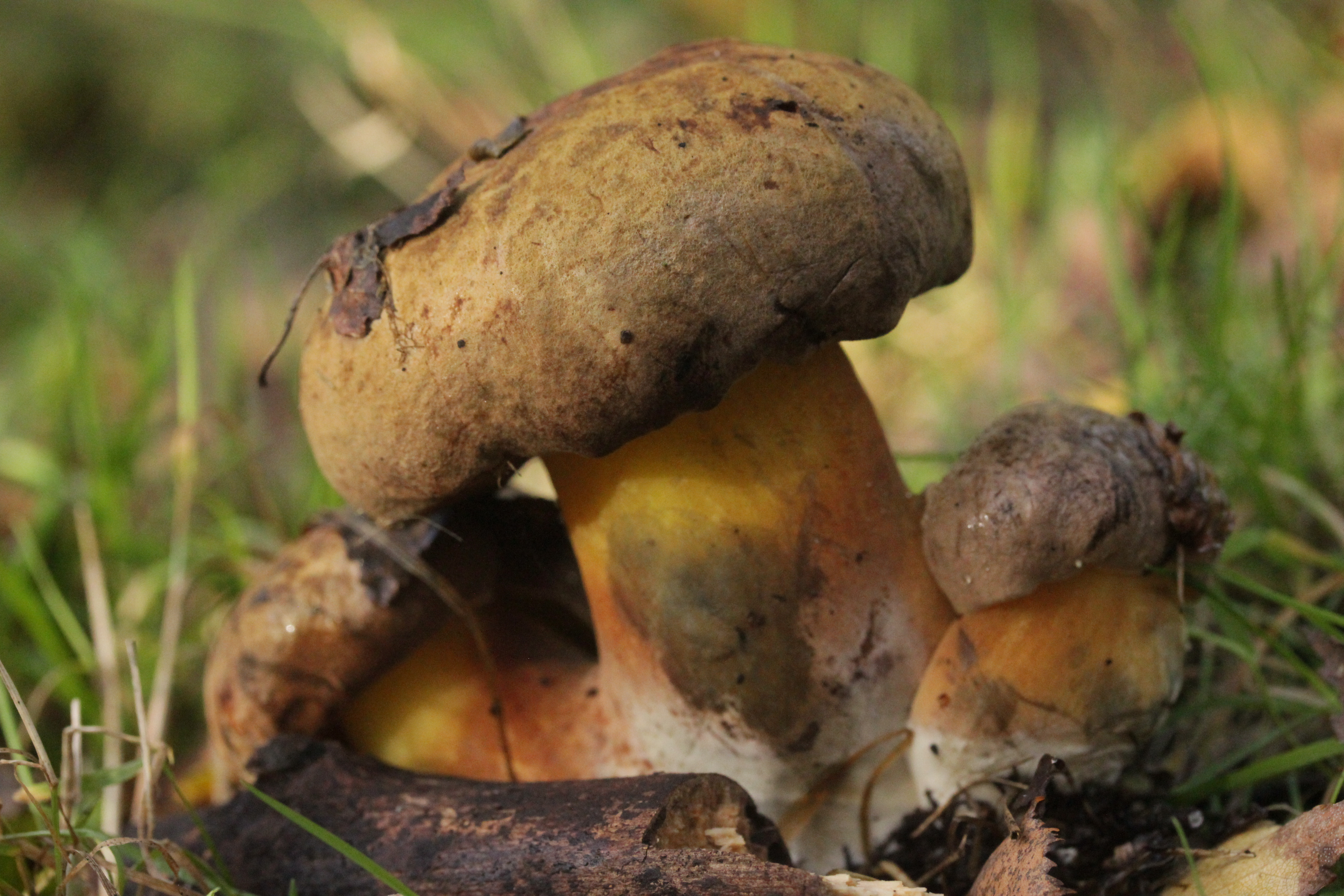
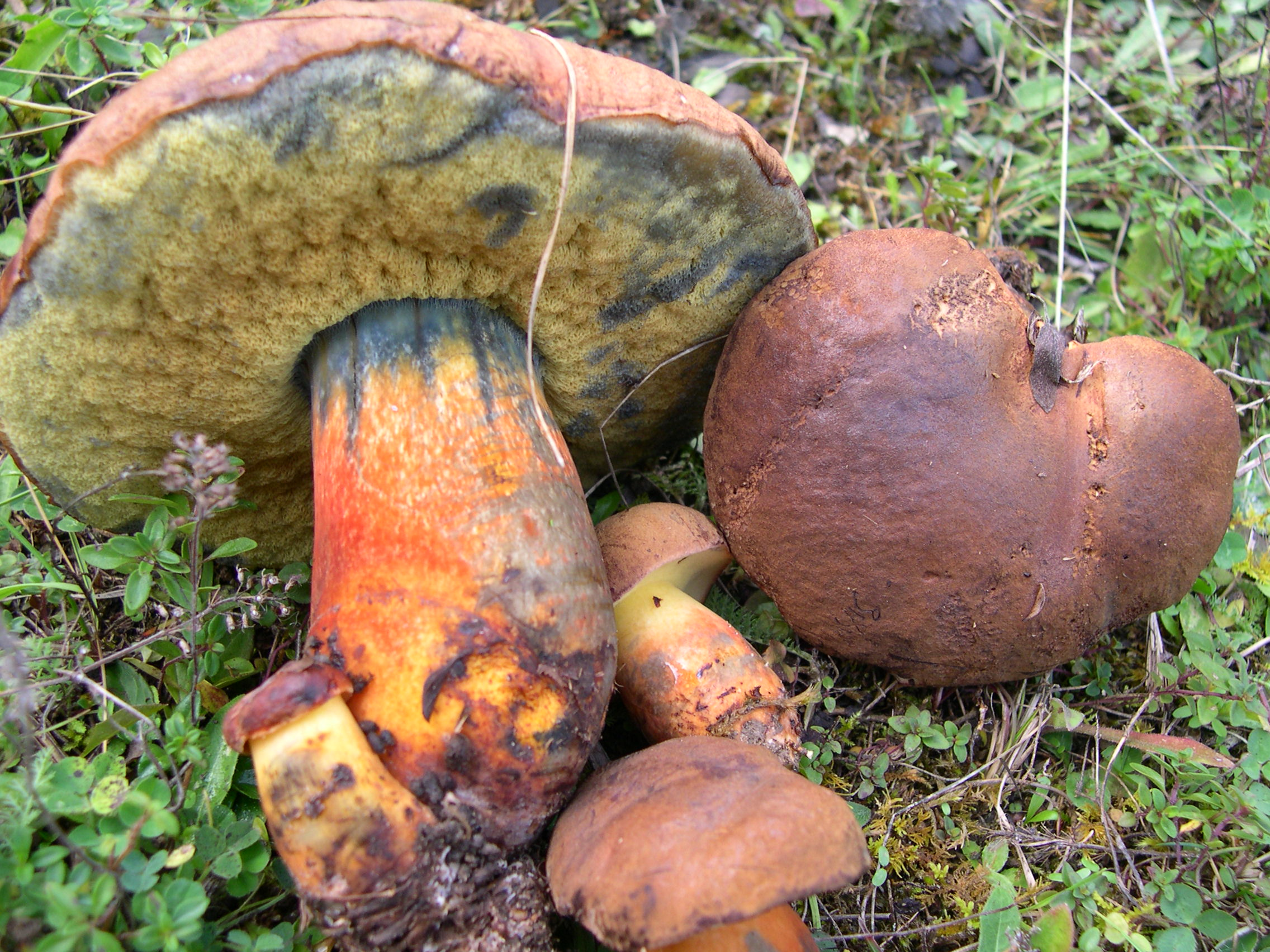
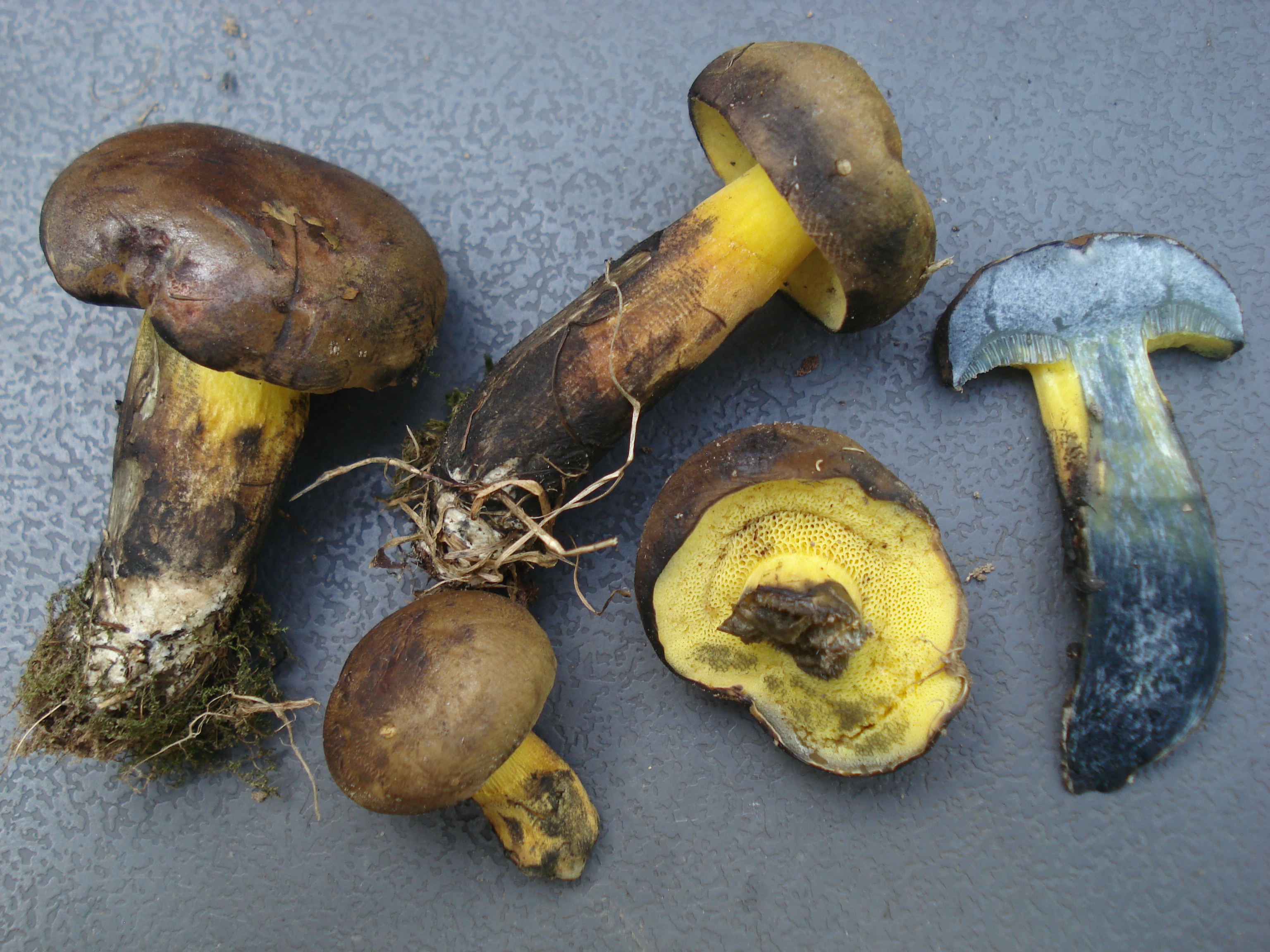
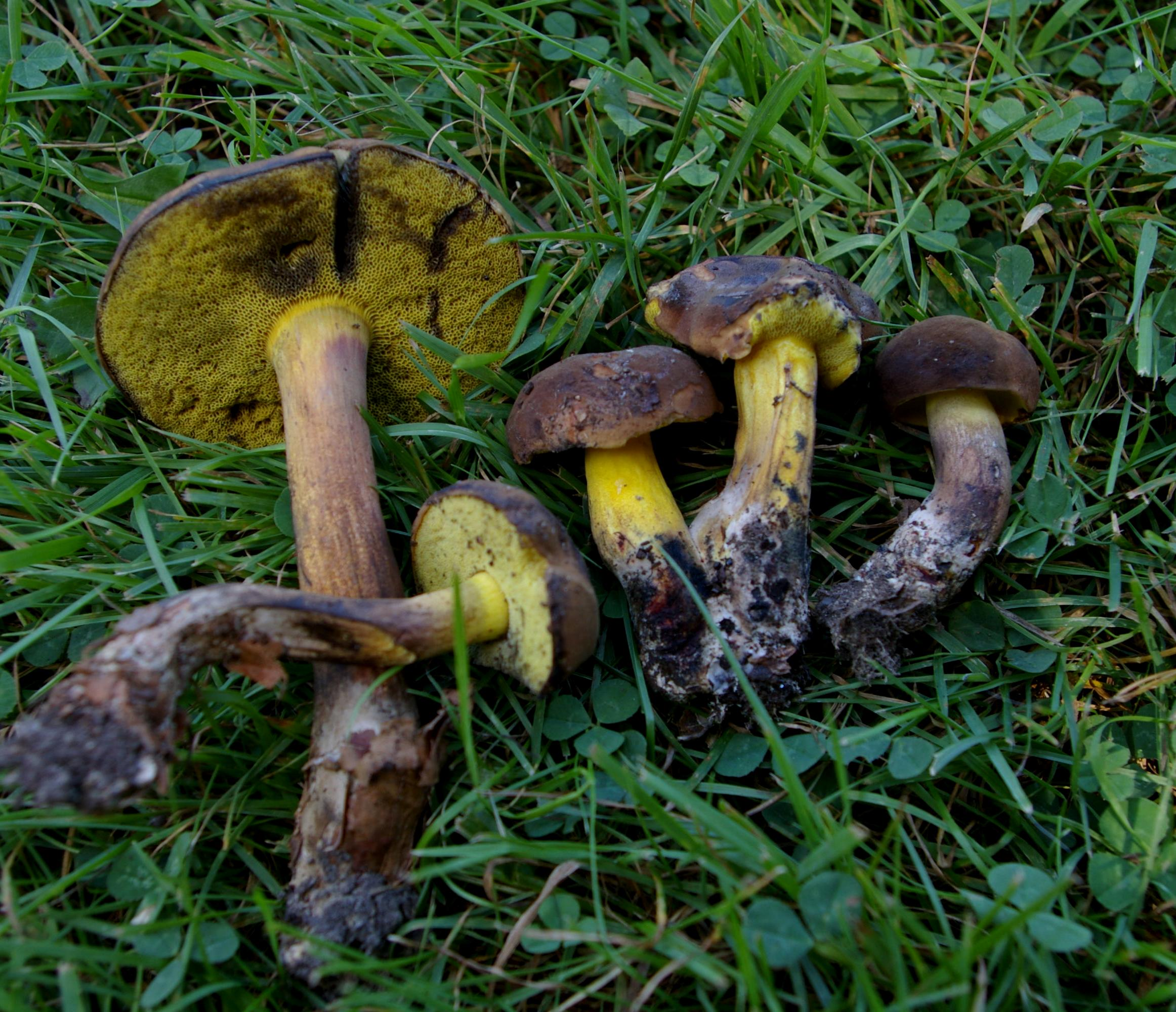

## Variétés et formes
- Cyanoboletus pulverulentus var. sublateritius, variété carmin, à chapeau rougeâtre. Chapeau d'abord carmin plus ou moins pâle, rose-rouge, avec la marge jaune puis entièrement rouge carmin. Réaction iodée ++. Sur sables calcifères, sous Quercus tauza et Q. pedunculata, avec Pinus pinaster et Carpinus betulus non loin. Spores 11,5-14 x 4-5 μm[6].

## Habitat et distribution

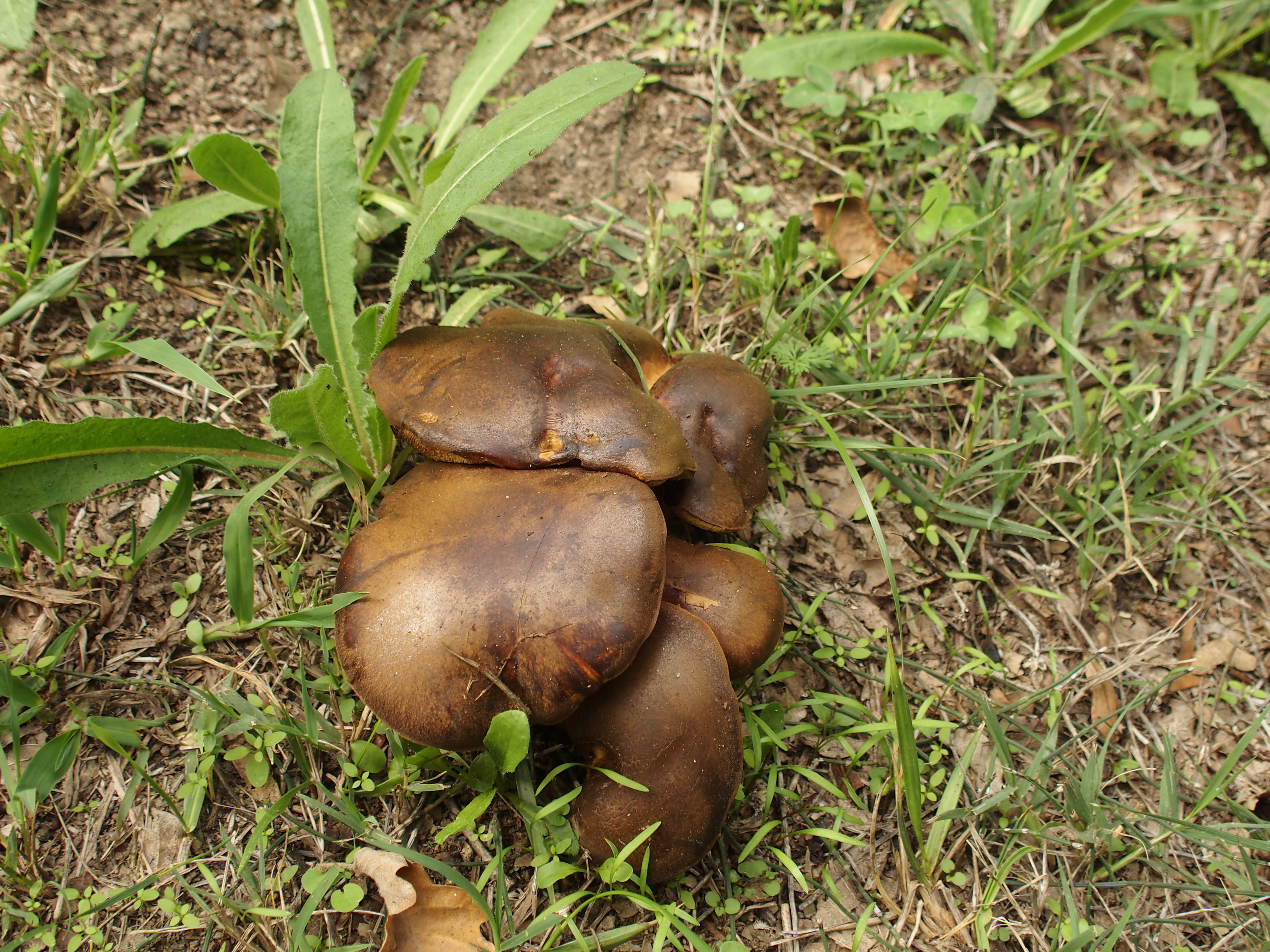
Particularité de C. pulverulentus : pieds parfois fasciculés (en touffe).

Il s'agit un champignon ectomycorhizien, poussant en forêt ou dans les parcs, sous feuillus ou conifères,. Ce bolet affectionne les climats froids, humides, mais peut supporter aussi la sécheresse méditerranéenne et les périodes caniculaires. D'après Marchand, localisé sous feuillus, bois, à découvert, aux orées, dans les clairières, les allées de parc, sur les bords de route, en particulier sous les chênes, ou encore forêts, parcs et lisières pour Courtecuisse et Duhem. Phillips ajoute les sentiers herbeux de sapins, de châtaigniers et de hêtres. Eyssartier et Roux le localisent surtout sous les pins, plus rares sous feuillus, sur sol non calcaire.
Courtecuisse le situe en Autriche, Belgique, Suisse, Allemagne, Danemark, France, Grande-Bretagne, Hongrie Italie, Irlande, Tchécoslovaquie (République tchèque et Slovaquie), Lituanie, Grand-Duché de Luxembourg, Macédoine du Nord, (ex-Yougoslavie), Norvège, Pays-Bas, Portugal, Pologne, Roumanie, Russie (partie occidentale), Slovénie (ex-Yougoslavie), et en Ukraine.
Ce champignon est représenté en France : la cartographie Mycodb le fait apparaître dans les départements suivants : Bas-Rhin, Loire-Atlantique, Maine-et-Loire, Manche, Côtes-d'Armor, Cantal, Saône-et-Loire, Loiret, Puy-de-Dôme, Yonne, Haute-Loire, Lot, Finistère, et Corse.

## Statut de conservation

### Régional
- Poitou-Charentes : classement de cette espèce en catégorie NT (Quasi menacée) au niveau régional[11].

## Comestibilité
La comestibilité du Bolet pulvérulent varie selon les auteurs de "sans intérêt" à "très bonne", il s'agit d'une espèce comestible ramassée occasionellement, mais sous conditions .
Dans une étude tchèque de 2018, 39 spécimens de C. pulverulentus ont été analysés. Il en résulte que cette espèce accumule de l'arsenic à partir du substrat, indépendamment de la qualité du sol. Selon l’étude, environ 80% du composé d'arsenic accumulé dans le carpophore est concentré dans les tubes. Concernant donc sa consommation, le Bolet pulvérulent peut toujours être admis comme champignon comestible, avec ces précautions :
- Il est recommandé de ne pas consommer plus de 100 g de champignon par repas.
- En raison de l'accumulation préférentielle d'arsenic dans cette partie, les tubes doivent être enlevés.
- Ce bolet ne devrait être consommé que quelques fois dans l’année[13].

## Confusions possibles
De par sa stature xérocomoïde et son bleuissement à l'intensité spectaculaire, peu d'espèces peuvent être confondues avec le Bolet pulvérulent. Concernant les confusions possibles, on pourra noter les espèces suivantes.
- Le Bolet faux-pulvérulent (Cyanoboletus mediterraneensis), véritable sosie, au chapeau typiquement plus luisant/visqueux, méditerranéen, plus thermophile. Sans interêt alimentaire en petite quantité et sans les tubes, à risque en grande quantité et avec les tubes.
- Le Bolet odorant (Lanmaoa fragrans), plus grand et massif, au bleuissement moins intense, au pied radicant et à l'odeur fruité de chicorée à maturité. Comestible.
- Le Bolet jaune sang (Neoboletus flavosanguineus), au chapeau couleur jaune primevère, parfois carminé, plus thermophile, pied orné d'un réseau. Sans interêt alimentaire cuit, toxique cru.
- Le Bolet cisalpin (Xerocomellus cisalpinus), aux pores et pied moins jaune vif, au chapeau plus pâle, et au bleuissement moins intense, se limitant à la moitié inférieure de la chair du pied à la coupe. Sans intérêt alimentaire.
- Le Bolet de Sardaigne (Alessioporus ichnusanus), orné d'un réseau, bleuissant moins intensément, méditerranéen. Sans intérêt alimentaire.
- Le Bolet à beau pied (Caloboletus calopus), possède des couleurs le rappelant, cependant il est plus grand, son pied est tout le temps nettement teinté de rouge, il est orné d'un net réseau, son chapeau est plus clair, sa chair est un peu moins intensément bleuissante et sa saveur est amère. Amer, non comestible, potentiellement émétique.